# Europa-Rosarium

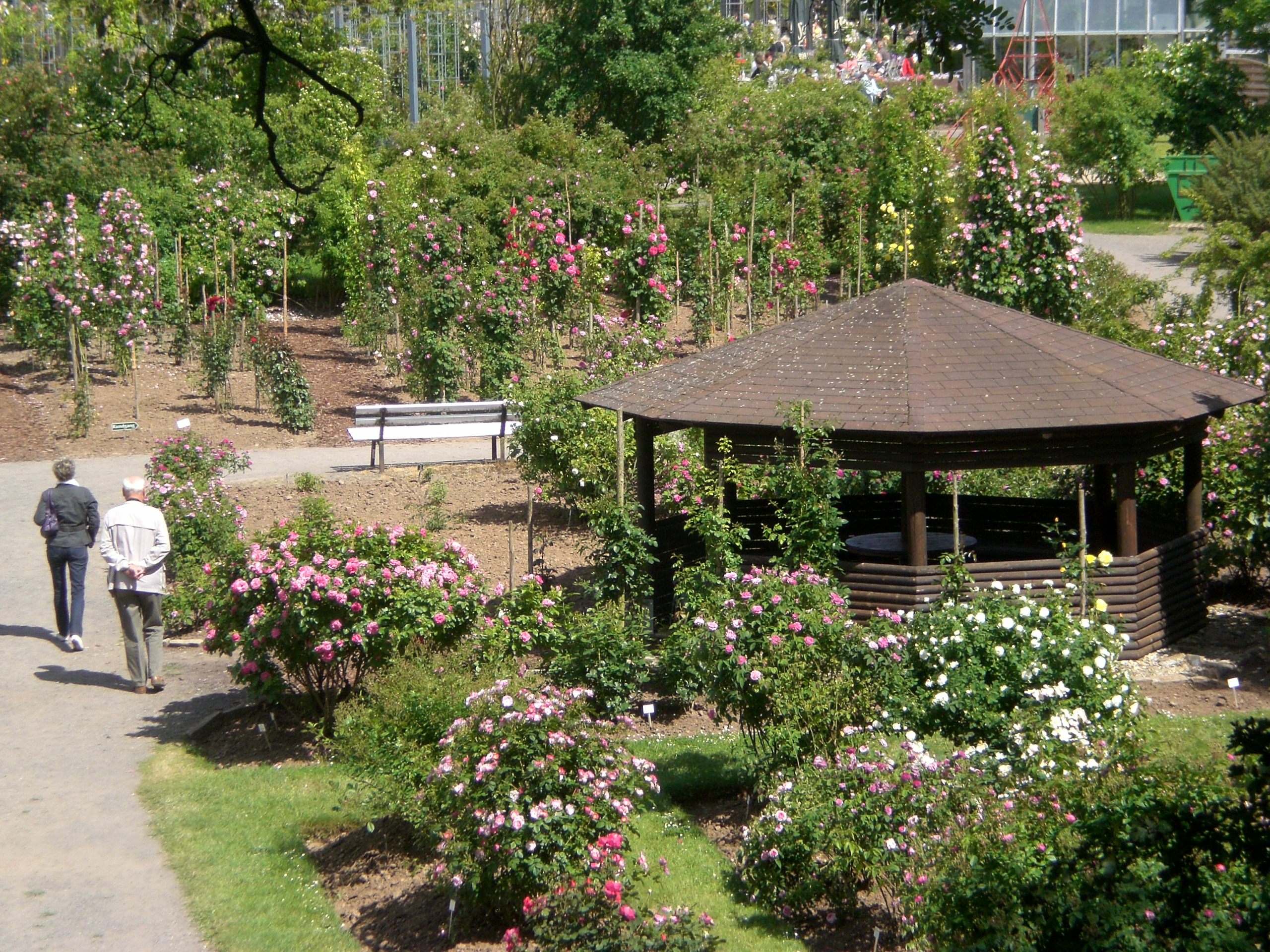
Pohled do sangerhausenského rozária

Europa-Rosarium je veřejná botanická zahrada, arboretum a rozárium, nacházející se v německém městě Sangerhausenu, ve spolkové zemi Sasko-Anhaltsko. Jeho sbírky růžových keřů a kultivarů se označují za největší na světě.
Rozárium bylo založeno v letech 1897–1899 podle návrhu krajinného architekta Friedricha Ericha Doerra. Veřejnosti se otevřelo v roce 1903, při stém výročí roku 2003 bylo výrazně rozšířeno. Na rozloze 12,5 ha je zde pěstováno na 75 000 růžových keřů ve více než 8 300 taxonech. Význačné jsou kolekce specializované na divoce rostoucí růže (více než 500 taxonů), popínavé růže a vítěze soutěžních rozárií; centrem pěstitelského zájmu jsou zejména kultivary pocházející z počátku 20. století. Na 2000 taxonů růží lze ve světě najít pouze zde.
Otevírací doba je obvykle od dubna do října, vstup je zpoplatněn.